# Česká 3. Liga Amerického Fotbalu 2018
La Česká 3. Liga Amerického Fotbalu 2018 è la 6ª edizione del campionato di football americano di terzo livello, organizzato dalla ČAAF.

## Squadre partecipanti
| Club                    | Città            | Stadio | Sponsor ufficiale | Risultato nella stagione 2017 |
| ----------------------- | ---------------- | ------ | ----------------- | ----------------------------- |
| Budweis Hellboys        | České Budějovice |        |                   |                               |
| East Bohemia Bucks      | Pardubice        |        |                   |                               |
| Panthers Wrocław        | Breslavia        |        |                   |                               |
| Prague Black Panthers 2 | Praga            |        |                   |                               |
| Příbram Bobcats         | Příbram          |        |                   |                               |
| Šumperk Dietos          | Šumperk          |        |                   |                               |
| Třinec Sharks           | Třinec           |        |                   |                               |
| Trutnov Rangers         | Trutnov          |        |                   |                               |
| Zlín Golems             | Zlín             |        |                   |                               |

## Stagione regolare

### Calendario

#### 1ª giornata
| České Budějovice 14 aprile 2018, ore 14:00 | Budweis Hellboys | 0 – 19 (0-6 0-0 0-0 0-13) referto | Prague Black Panthers 2 | Sokolský ostrov (110 spett.)\| Arbitro: \| Rybář \| |
| Arbitro:                                   | Rybář            |                                   |                         |                                                     |

| Příbram 14 aprile 2018, ore 15:00 | Příbram Bobcats | 42 – 7 (7-0 15-7 7-0 13-0) referto | Trutnov Rangers | Marila (170 spett.)\| Arbitro: \| Šimon \| |
| Arbitro:                          | Šimon           |                                    |                 |                                            |

| Breslavia 15 aprile 2018, ore 13:00 | Panthers Wrocław | 59 – 0 (14-0 21-0 9-0 15-0) referto | East Bohemia Bucks | Stadion Olimpijski (342 spett.)\| Arbitro: \| Hameder \| |
| Arbitro:                            | Hameder          |                                     |                    |                                                          |

| Zlín 15 aprile 2018, ore 14:00 | Zlín Golems | 15 – 25 (0-0 0-13 7-12 8-0) referto | Šumperk Dietos | Stadion mládeže (296 spett.)\| Arbitro: \| Dvořáček \| |
| Arbitro:                       | Dvořáček    |                                     |                |                                                        |

#### 2ª giornata
| Trutnov 22 aprile 2018, ore 14:00 | Trutnov Rangers | 7 – 48 (0-14 0-14 0-7 7-13) referto | Panthers Wrocław | (70 spett.)\| Arbitro: \| Kroulík \| |
| Arbitro:                          | Kroulík         |                                     |                  |                                      |

| Třinec 22 aprile 2018, ore 14:00 | Třinec Sharks | 58 – 0 (6-0 36-0 8-0 8-0) referto | Zlín Golems | Stadion Lesní (150 spett.)\| Arbitro: \| Gazdík \| |
| Arbitro:                         | Gazdík        |                                   |             |                                                    |

#### 3ª giornata
| České Budějovice 28 aprile 2018, ore 14:00 | Budweis Hellboys | 21 – 20 (0-0 6-6 9-6 6-8) referto | Příbram Bobcats | Sokolský ostrov (120 spett.)\| Arbitro: \| Hubálek \| |
| Arbitro:                                   | Hubálek          |                                   |                 |                                                       |

| Šumperk 28 aprile 2018, ore 15:00 | Šumperk Dietos | 6 – 27 (0-0 0-12 0-15 6-0) referto | Třinec Sharks | (148 spett.)\| Arbitro: \| Kroulík \| |
| Arbitro:                          | Kroulík        |                                    |               |                                       |

#### 4ª giornata
| Čelákovice 5 maggio 2018, ore 15:00 | Prague Black Panthers 2 | 19 – 3 (0-0 13-3 0-0 6-0) referto | Panthers Wrocław | (70 spett.)\| Arbitro: \| Kriesman \| |
| Arbitro:                            | Kriesman                |                                   |                  |                                       |

| Valdice 6 maggio 2018, ore 14:00 | East Bohemia Bucks | 0 – 27 (0-6 0-7 0-7 0-7) referto | Trutnov Rangers | (280 spett.)\| Arbitro: \| Hameder \| |
| Arbitro:                         | Hameder            |                                  |                 |                                       |

| Příbram 6 maggio 2018, ore 17:00 | Příbram Bobcats | 27 – 7 (13-0 7-7 7-0 0-0) referto | Budweis Hellboys | Marila (125 spett.)\| Arbitro: \| Kriesman \| |
| Arbitro:                         | Kriesman        |                                   |                  |                                               |

#### 5ª giornata
| Breslavia 12 maggio 2018, ore 13:00 | Panthers Wrocław | 26 – 0 (14-0 6-0 0-0 6-0) referto | Třinec Sharks | Stadion Olimpijski (287 spett.)\| Arbitro: \| Hameder \| |
| Arbitro:                            | Hameder          |                                   |               |                                                          |

| Šumperk 13 maggio 2018, ore 15:00 | Šumperk Dietos | 23 – 3 (7-0 7-3 0-0 9-0) referto | Zlín Golems | (105 spett.)\| Arbitro: \| Dvořáček \| |
| Arbitro:                          | Dvořáček       |                                  |             |                                        |

#### 6ª giornata
| Siemianowice Śląskie 19 maggio 2018, ore 15:00 | Panthers Wrocław | 70 – 0 (28-0 14-0 14-0 14-0) referto | Trutnov Rangers | (358 spett.)\| Arbitro: \| Klimeš \| |
| Arbitro:                                       | Klimeš           |                                      |                 |                                      |

| Třinec 20 maggio 2018, ore 14:00 | Třinec Sharks | 38 – 0 (0-0 26-0 12-0 0-0) referto | Šumperk Dietos | Stadion Lesní (118 spett.)\| Arbitro: \| Dvořáček \| |
| Arbitro:                         | Dvořáček      |                                    |                |                                                      |

#### 7ª giornata
| České Budějovice 26 maggio 2018, ore 14:00 | Budweis Hellboys | 66 – 0 (23-0 20-0 8-0 15-0) referto | East Bohemia Bucks | Sokolský ostrov (60 spett.)\| Arbitro: \| Hameder \| |
| Arbitro:                                   | Hameder          |                                     |                    |                                                      |

| Příbram 26 maggio 2018, ore 16:00 | Příbram Bobcats | 31 – 25 (13-6 6-7 12-0 0-12) referto | Prague Black Panthers 2 | Marila (83 spett.)\| Arbitro: \| Rybář \| |
| Arbitro:                          | Rybář           |                                      |                         |                                           |

#### 8ª giornata
| Trutnov 3 giugno 2018, ore 14:00 | Trutnov Rangers | 6 – 17 (0-0 0-9 6-2 0-6) referto | Šumperk Dietos | (30 spett.)\| Arbitro: \| Hameder \| |
| Arbitro:                         | Hameder         |                                  |                |                                      |

#### 9ª giornata
| Čelákovice 9 giugno 2018, ore 15:00 | Prague Black Panthers 2 | 21 – 0 (7-0 0-0 14-0 0-0) referto | Budweis Hellboys | (60 spett.)\| Arbitro: \| Hameder \| |
| Arbitro:                            | Hameder                 |                                   |                  |                                      |

#### 10ª giornata
| Pardubice 16 giugno 2018, ore 14:00 | East Bohemia Bucks | 28 – 55 (6-7 14-14 0-0 8-34) referto | Panthers Wrocław | Slovan (36 spett.)\| Arbitro: \| Kriesman \| |
| Arbitro:                            | Kriesman           |                                      |                  |                                              |

| Šumperk 16 giugno 2018, ore 15:00 | Šumperk Dietos | 0 – 26 (0-11 0-6 0-6 0-3) referto | Prague Black Panthers 2 | (117 spett.)\| Arbitro: \| Dvořáček \| |
| Arbitro:                          | Dvořáček       |                                   |                         |                                        |

| Zlín 17 giugno 2018, ore 14:00 | Zlín Golems | 24 – 40 (8-7 13-6 3-6 0-21) referto | Budweis Hellboys | Stadion mládeže (181 spett.)\| Arbitro: \| Dvořáček \| |
| Arbitro:                       | Dvořáček    |                                     |                  |                                                        |

| Třinec 17 giugno 2018, ore 14:00 | Třinec Sharks | 14 – 7 (0-0 14-0 0-7 0-0) referto | Příbram Bobcats | Stadion Lesní (76 spett.)\| Arbitro: \| Frehar \| |
| Arbitro:                         | Frehar        |                                   |                 |                                                   |

#### 11ª giornata
| Čelákovice 23 giugno 2018, ore 15:00 | Prague Black Panthers 2 | 28 – 13 (7-13 7-0 7-0 7-0) referto | Příbram Bobcats | (83 spett.)\| Arbitro: \| Šimon \| |
| Arbitro:                             | Šimon                   |                                    |                 |                                    |

| Zlín 24 giugno 2018, ore 14:00 | Zlín Golems | 0 – 35 (0-7 0-7 0-14 0-7) referto | Třinec Sharks | Stadion mládeže (82 spett.)\| Arbitro: \| Frehar \| |
| Arbitro:                       | Frehar      |                                   |               |                                                     |

### Classifica
Le classifiche della regular season sono le seguenti:
- PCT = percentuale di vittorie, G = partite giocate, V = partite vinte,  P = partite perse, PF = punti fatti, PS = punti subiti

#### Sever
| Pos. | Squadra            | PCT  | G | V | N | P | PF  | PS  |
| ---- | ------------------ | ---- | - | - | - | - | --- | --- |
| 1    | Panthers Wrocław   | .750 | 4 | 3 | 0 | 1 | 106 | 26  |
| 2    | Trutnov Rangers    | .000 | 4 | 0 | 0 | 4 | 20  | 136 |
| -    | East Bohemia Bucks | .000 | 0 | 0 | 0 | 0 | 0   | 0   |

#### Východ
| Pos. | Squadra        | PCT  | G | V | N | P | PF  | PS  |
| ---- | -------------- | ---- | - | - | - | - | --- | --- |
| 1    | Třinec Sharks  | .833 | 6 | 5 | 0 | 1 | 146 | 39  |
| 2    | Šumperk Dietos | .500 | 6 | 3 | 0 | 3 | 71  | 112 |
| 3    | Zlín Golems    | .000 | 5 | 0 | 0 | 5 | 42  | 158 |

#### Jih
| Pos. | Squadra                 | PCT  | G | V | N | P | PF  | PS  |
| ---- | ----------------------- | ---- | - | - | - | - | --- | --- |
| 1    | Prague Black Panthers 2 | .833 | 6 | 5 | 0 | 1 | 138 | 47  |
| 2    | Příbram Bobcats         | .500 | 6 | 3 | 0 | 3 | 140 | 102 |
| 3    | Budweis Hellboys        | .400 | 5 | 2 | 0 | 3 | 68  | 111 |

## Playoff

### Tabellone
|  | Semifinali | Semifinali              | Semifinali |               |    | VI Bronze Bowl          | VI Bronze Bowl | VI Bronze Bowl |  |
|  |            |                         |            |               |    |                         |                |                |  |
|  | 1J         | Prague Black Panthers 2 | 52         |               |    |                         |                |                |  |
|  | 1J         | Prague Black Panthers 2 | 52         |               |    |                         |                |                |  |
|  | 2V         | Šumperk Dietos          | 7          |               |    |                         |                |                |  |
|  | 2V         | Šumperk Dietos          | 7          |               | 1J | Prague Black Panthers 2 | 14             |                |  |
|  |            |                         |            |               | 1J | Prague Black Panthers 2 | 14             |                |  |
|  |            |                         | 1V         | Třinec Sharks | 3  |                         |                |                |  |
|  | 2J         | Příbram Bobcats         | 1V         | Třinec Sharks | 3  | 7                       |                |                |  |
|  | 2J         | Příbram Bobcats         |            |               |    |                         |                |                |  |
|  | 1V         | Třinec Sharks           | 30         |               |    |                         |                |                |  |

### Semifinali
| Praga 8 luglio 2018, ore 12:00 | Prague Black Panthers 2 | 52 – 7 (8-7 7-0 29-0 8-0) referto | Šumperk Dietos | Uhelné sklady (280 spett.)\| Arbitro: \| Gazdík \| |
| Arbitro:                       | Gazdík                  |                                   |                |                                                    |

| Třinec 8 luglio 2018, ore 14:00 | Třinec Sharks | 30 – 7 (0-7 0-0 13-0 17-0) referto | Příbram Bobcats | Stadion Lesní (185 spett.)\| Arbitro: \| Hameder \| |
| Arbitro:                        | Hameder       |                                    |                 |                                                     |

### VI Bronze Bowl
| Praga 15 luglio 2018, ore 16:00 | Prague Black Panthers 2 | 14 – 3 (6-0 0-3 0-0 8-0) referto | Třinec Sharks | Uhelné sklady (267 spett.)\| Arbitro: \| Šimon \| |
| Arbitro:                        | Šimon                   |                                  |               |                                                   |

## Verdetti
- Prague Black Panthers 2 Vincitori della Česká 3. Liga Amerického Fotbalu 2018